# Belgický fotbalový pohár
Coupe de Belgique  je belgická fotbalová pohárová soutěž, která se hraje každoročně. Pořádá ji Belgická  fotbalová asociace – URBSFA (Union Royale Belge des Sociétés de Football Association). Soutěž byla založena v roce 1911. Od ročníku 1963/64 se hraje pravidelně každý rok. Nejvíc vítězství má Club Bruggy (11. titulů).

## Vítězové
- 1911/1912:  RRC Brusel (1. vítězství)
- 1912/1913:  Royale Union Saint-Gilloise (1)
- 1913/1914:  Royale Union Saint-Gilloise (2)
- 1914–1926: se nehrálo
- 1926/1927:  Cercle Bruggy KSV (1)
- 1927–1934: se nehrálo
- 1934/1935:  KDC Brusel (1)
- 1935–1953: se nehrálo
- 1953/1954:  Royal Standard Lutych (1)
- 1954/1955:  Royal Antwerp FC (1)
- 1955/1956:  Royal FC Tournai (1)
- 1956–1963: se nehrálo
- 1963/1964:  KAA Gent (1)
- 1964/1965:  RSC Anderlecht (1)
- 1965/1966:  Royal Standard Lutych (2)
- 1966/1967:  Royal Standard Lutych (3)
- 1967/1968:  Club Bruggy KV (1)
- 1968/1969:  K Lierse SK (1)
- 1969/1970:  Club Bruggy KV (2)
- 1970/1971:  K Beerschot VAC (1)
- 1971/1972:  RSC Anderlecht (2)
- 1972/1973:  RSC Anderlecht (3)
- 1973/1974:  KSV Waregem (1)
- 1974/1975:  RSC Anderlecht (4)
- 1975/1976:  RSC Anderlecht (5)
- 1976/1977:  Club Bruggy KV (3)
- 1977/1978:  KSK Beveren (1)
- 1978/1979:  K Beerschot VAC (2)
- 1979/1980:  K. Waterschei SV Thor Genk (1)
- 1980/1981:  Royal Standard Lutych (4)
- 1981/1982:  K. Waterschei SV Thor Genk (2)
- 1982/1983:  KSK Beveren (2)
- 1983/1984:  KAA Gent (2)
- 1984/1985:  Cercle Bruggy KSV (2)
- 1985/1986:  Club Bruggy KV (4)
- 1986/1987:  KV Mechelen (1)
- 1987/1988:  RSC Anderlecht (6)
- 1988/1989:  RSC Anderlecht (7)
- 1989/1990:  RFC Lutych (1)
- 1990/1991:  Club Bruggy KV (5)
- 1991/1992:  Royal Antwerp FC (2)
- 1992/1993:  Royal Standard Lutych (5)
- 1993/1994:  RSC Anderlecht (8)
- 1994/1995:  Club Bruggy KV (6)
- 1995/1996:  Club Bruggy KV (7)
- 1996/1997:  Beerschot AC (1)
- 1997/1998:  KRC Genk (1)
- 1998/1999:  K Lierse SK (2)
- 1999/2000:  KRC Genk (2)
- 2000/2001:  KVC Westerlo (1)
- 2001/2002:  Club Bruggy KV (8)
- 2002/2003:  RAA Louviéroise (1)
- 2003/2004:  Club Bruggy KV (9)
- 2004/2005:  Beerschot AC (2)
- 2005/2006:  SV Zulte-Waregem (1)
- 2006/2007:  Club Bruggy KV (10)
- 2007/2008:  RSC Anderlecht (9)
- 2008/2009:  KRC Genk (3)
- 2009/2010:  KAA Gent (3)
- 2010/2011:  Royal Standard Lutych (6)
- 2011/2012:  KSC Lokeren (1)
- 2012/2013:  KRC Genk (4)
- 2013/2014:  KSC Lokeren (2)
- 2014/2015:  Club Bruggy KV (11)
- 2015/2016:  Royal Standard Lutych (7)
- 2016/2017:  SV Zulte-Waregem (2)
- 2017/2018:  Royal Standard Lutych (8)
- 2018/2019:  KV Mechelen (2)
- 2019/2020:  Royal Antwerp FC (3)
- 2020/2021:  KRC Genk (5)
- 2021/2022:  KAA Gent (4)
- 2022/2023:  Royal Antwerp FC (4)
- 2023/2024:  Royale Union Saint-Gilloise (3)

## Celková statistika
| Klub                        | Vítězné finále | Vítězné sezony |
| Club Bruggy KV              | 11             | 1967/1968, 1969/1970, 1976/1977, 1985/1986, 1990/1991, 1994/1995, 1995/1996, 2001/2002, 2003/2004, 2006/2007, 2014/2015 |
| RSC Anderlecht              | 9              | 1964/1965, 1971/1972, 1972/1973, 1974/1975, 1975/1976, 1987/1988, 1988/1989, 1993/1994, 2007/2008                       |
| Royal Standard Lutych       | 8              | 1953/1954, 1965/1966, 1966/1967, 1980/1981, 1992/1993, 2010/2011, 2015/2016, 2017/2018                                  |
| KRC Genk                    | 5              | 1997/1998, 1999/2000, 2008/2009, 2012/2013, 2020/2021                                                                   |
| KAA Gent                    | 4              | 1963/1964, 1983/1984, 2009/2010, 2021/2022                                                                              |
| Royal Antwerp FC            | 4              | 1954/1955, 1991/1992, 2019/2020, 2022/2023                                                                              |
| Royale Union Saint-Gilloise | 3              | 1912/1913, 1913/1914, 2023/2024                                                                                         |
| Cercle Bruggy KSV           | 2              | 1926/1927, 1984/1985 |
| KSK Beveren                 | 2              | 1977/1978, 1982/1983 |
| SV Zulte-Waregem            | 2              | 2005/2006, 2016/2017 |
| K Lierse SK                 | 2              | 1968/1969, 1998/1999 |
| K Beerschot VAC             | 2              | 1970/1971, 1978/1979 |
| K. Waterschei SV Thor Genk  | 2              | 1979/1980, 1981/1982 |
| KSC Lokeren                 | 2              | 2011/2012, 2012/2013 |
| KV Mechelen                 | 2              | 1986/1987, 2018/2019 |
| Beerschot AC                | 2              | 1996/1997, 2004/2005 |
| KDC Brusel                  | 1              | 1934/1935 |
| RFC Lutych                  | 1              | 1989/1990 |
| KSV Waregem                 | 1              | 1973/1974 |
| KVC Westerlo                | 1              | 2000/2001 |
| RRC Brusel                  | 1              | 1911/1912 |
| RAA Louviéroise             | 1              | 2002/2003 |
| Royal FC Tournai            | 1              | 1955/1956 |